# 에밀리아노 인수아
에밀리아노 아드리안 인수아 사파타(Emiliano Adrián Insúa Zapata, 1989년 1월 7일, 부에노스아이레스 ~)는 아르헨티나의 축구 선수로, 현재 아르헨티나 프리메라 디비시온의 라싱 클루브에서 레프트 백으로 활약하고 있다.
인수아는 그의 조부모들 중 한 명이 스페인 시민임에 따라 유럽 연합 시민권을 지니고 있다.

## 클럽 경력

### 초기 경력
인수아는 아르헨티나 비야 우르키사를 여고로 하는 피노초 유소년팀에서 축구를 시작하였고, 이후 부에노스아이레스 연고의 클럽인 보카 주니어스에 입단하였다. 이 레프트 백은 프랭크 맥팔랜드와 패디 머피 리버풀 스카우터의 눈에 띄기 전까지 라 봄보네라의 1군에 승격되지 못하였다. 아르헨티나 U-17 국가대표팀에서의 꾸준한 활약 이후, 많은 구단들이 그를 영입하기를 절실히 원하였고, 클럽에 드물게 출장하던 그는, 이 젊은 선수로부터 수익을 얻으려는 보카 측이 리버풀과 협상하기에 이르렀다. 이 수비수는 2006년 11월 28일에 머시사이드 연고의 클럽으로 1월부터 18개월간 임대하기로 협상되었다.

### 리버풀
인수아는 2007년 4월 28일, 포츠머스와의 경기에서 1군 데뷔전을 가졌고, 이후 시즌 잔여 기간동안 1경기를 더 출장하는데 그쳤다. 그의 임대 이적은 2007년 8월, 가브리엘 팔레타의 보카 주니어스 이적으로 인해 리버풀 완전 이적으로 변경되었다.
그 다음 시즌, 인수아는 1군으로 3경기를 더 출장하는데 그쳤으나 게리 어블렛이 이끄는 리저브팀의 일원으로, 다른 젊은이들과 함께 프리미어 리저브리그를 우승하였다. 그의 활약은 라파엘 베니테스 감독에 인상을 남겼고, 그는 클럽의 3년짜리 계약서에 서명하기 충분하였다. 2008년 12월, 파비우 아우렐리우가 부상을 당하고 안드레아 도세나의 기량 문제에 따라, 인수아는 리버풀 1군의 경기에 연속으로 출전하였다. 인수아는 리버풀의 프리미어리그 6경기에 선발 출전하였고, UEFA 챔피언스리그 첫 경기에 출전하였다. 그는 2009년 10월 28일, 아스널과의 에미레이트 스타디움 풋볼 리그 컵 원정 경기에서, 그는 리버풀 1호골을 득점하였다. 2010년 7월, 그는 리버풀의 유일한 1군임에도 불구하고, 그는 피오렌티나 이적을 가격으로 합의 보았으나, 그는 계약서에 서명한 적이 없었다.

### 갈라타사라이
2010년 8월 31일, 그는 갈라타사라이와 1년 임대 계약을 체결하였고, 계약이 만료되는 이듬해 6월 30일에 영구 이적 권한을 받았다. 그에게는 등번호 6번이 부여되었다. 게오르게 하지 갈라타사라이 감독이 선수 명단에 임대 선수를 원치 않으며, 인수아가 케니 달글리시 신임 리버풀 감독 하에 활약할 의사를 밝히면서, 1월 이적 시장에 인수아가 리버풀로 복귀할 것이라는 루머가 나왔다.

### 리버풀 복귀

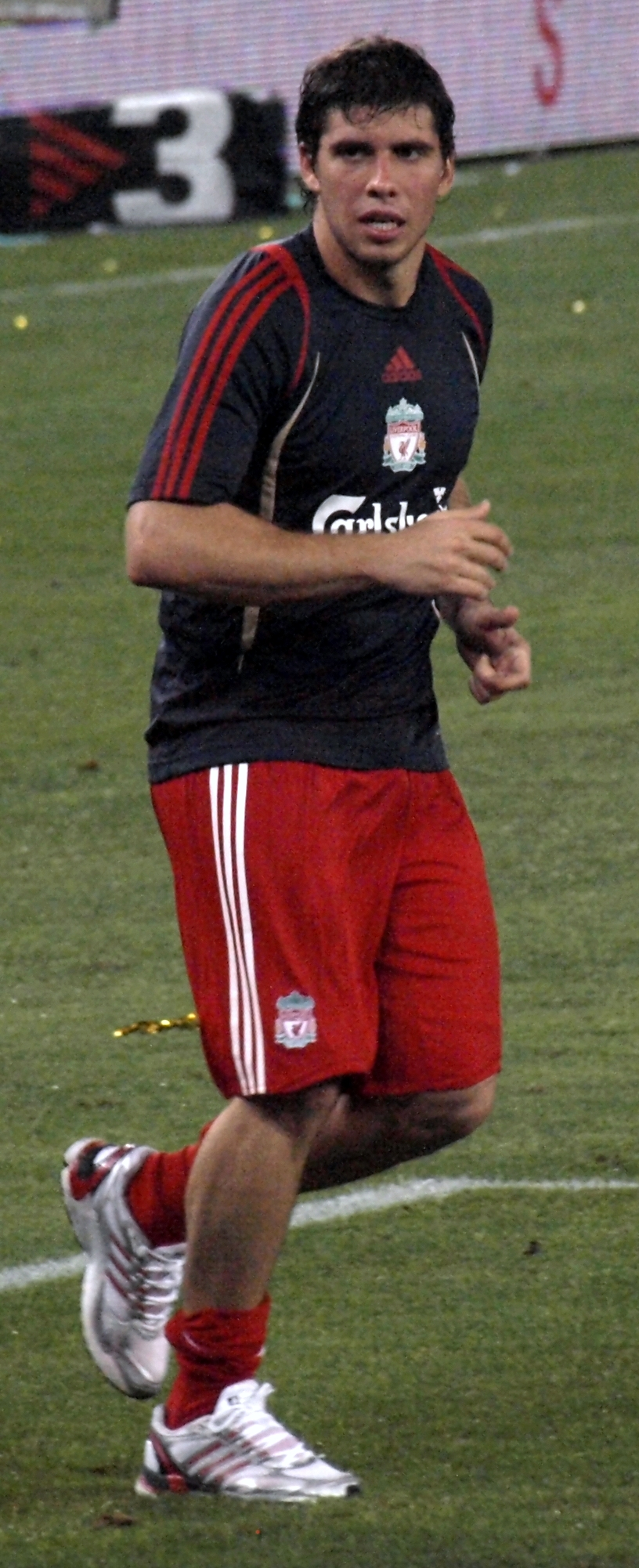
2009년 프리시즌의 인수아

임대 기간 종료 후, 인수아는 리버풀에 복귀하여 프리시즌 훈련에 참가하였다. 그는 여권 문제로 중국 입국이 거부되면서, 인수아는 리버풀 스쿼드와 말레이시아에서 재회하였다. 그는 6-3으로 이긴 말레이시아 올스타 팀과의 경기에서 후반전에 교체 출전하여 1골을 넣었다.

### 스포르팅 클루브 드 포르투갈
2011년 8월 27일, 스포르팅 클루브 드 포르투갈은 인수아가 비공개 이적료에 5년 계약을 체결하였다고 발표하였다. 그에게 등번호 48번이 부여되었다.
2011년 9월 15일, 인수아는 취리히와의 2011년 9월 15일 UEFA 유로파리그 경기에서 스포르팅 소속으로 데뷔하였고, 2-0 승리를 거둔 이 경기에서 첫 골을 득점하였다. 2011년 9월 29일, 인수아는 2-1로 이긴 라치오와의 유로파리그 경기에서 시즌 2호골을 득점하였다. 그는 같은 경기에서 두번째 옐로카드를 받으며 퇴장당하였다.

### 아틀레티코 마드리드
2013년 1월 25일, 아틀레티코 마드리드는 스포르팅 클루브 드 포르투갈과의 인수아 영입 합의를 마무리지었다고 발표하였다. 아틀레티코 마드리드는 인수아 영입에 €3.5M을 지불한 것으로 보고되었다.

## 국가대표팀 경력
이 선수는 U-20 국가대표팀 일원으로 국제 무대에서 성공하였는데, 그는 준우승을 차지한 2007년 CONMEBOL 청소년 축구 선수권 대회에 3경기에 출전하였고, 이로 인해 팀은 FIFA U-20 월드컵 진출을 이룩하였고, 여기서 인수아는 7경기를 출전하여 총 4실점만을 허용하며 아르헨티나 U-20 국가대표팀이 체코를 2007년 7월 22일의 결승전에서 꺾고 FIFA U-20 월드컵을 우승할 수 있도록하였다.
2009년 8월 24일, 라파엘 베니테스 리버풀 감독은 디에고 마라도나가 인수아의 움직임을 주시하였고, 그를 아르헨티나 성인 국가대표팀에 차출할 것을 검토하고 있다고 말하였다. 결국 마라도나는 2009년 9월 26일, 그를 페루와 우루과이와의 중요한 월드컵 예선전을 앞두고 차출시켰고, 2-1로 승리한 페루와의 경기에서 처음으로 선발 출전하였다.

## 경력 통계
2013년 10월 22일

### 클럽
| 클럽                | 시즌      | 리그 | 리그 | 컵   | 컵 | 리그 컵 | 리그 컵 | 유럽 | 유럽 | 합계 | 합계 |
| 클럽                | 시즌      | 출장 | 골   | 출장 | 골 | 출장    | 골      | 출장 | 골   | 출장 | 골   |
| ------------------- | --------- | ---- | ---- | ---- | -- | ------- | ------- | ---- | ---- | ---- | ---- |
| 리버풀              | 2006–07   | 2    | 0    | 0    | 0  | 0       | 0       | 0    | 0    | 2    | 0    |
| 리버풀              | 2007–08   | 3    | 0    | 0    | 0  | 0       | 0       | 0    | 0    | 3    | 0    |
| 리버풀              | 2008–09   | 10   | 0    | 1    | 0  | 2       | 0       | 0    | 0    | 13   | 0    |
| 리버풀              | 2009–10   | 31   | 0    | 2    | 0  | 1       | 1       | 10   | 0    | 44   | 1    |
| 리버풀              | 합계      | 46   | 0    | 3    | 0  | 3       | 1       | 10   | 0    | 62   | 1    |
| 갈라타사라이        | 2010–11   | 16   | 0    | 3    | 0  | 0       | 0       | 0    | 0    | 19   | 0    |
| 갈라타사라이        | 합계      | 16   | 0    | 3    | 0  | 0       | 0       | 0    | 0    | 19   | 0    |
| 스포르팅 CP         | 2011–12   | 24   | 0    | 6    | 2  | 2       | 0       | 12   | 4    | 44   | 6    |
| 스포르팅 CP         | 2012–13   | 13   | 0    | 1    | 0  | 0       | 0       | 5    | 0    | 16   | 0    |
| 스포르팅 CP         | 합계      | 37   | 0    | 7    | 2  | 2       | 0       | 17   | 4    | 60   | 6    |
| 아틀레티코 마드리드 | 2012-13   | 3    | 0    | 0    | 0  | 0       | 0       | 0    | 0    | 3    | 0    |
| 아틀레티코 마드리드 | 2013-14   | 5    | 0    | 4    | 0  | 0       | 0       | 3    | 0    | 12   | 0    |
| 아틀레티코 마드리드 | 합계      | 8    | 0    | 4    | 0  | 0       | 0       | 3    | 0    | 15   | 0    |
| 경력 합계           | 경력 합계 | 107  | 0    | 17   | 2  | 5       | 1       | 30   | 4    | 159  | 7    |

### 국가대표팀
| 아르헨티나 국가대표팀 | 아르헨티나 국가대표팀 | 아르헨티나 국가대표팀 |
| 연도                  | 출장                  | 골                    |
| --------------------- | --------------------- | --------------------- |
| 2009                  | 1                     | 0                     |
| 2010                  | 1                     | 0                     |
| 2011                  | 2                     | 0                     |
| 합계                  | 4                     | 0                     |

## 수상
아르헨티나 U-20
- FIFA U-20 월드컵: 2007년 FIFA U-20 월드컵
- CONMEBOL 청소년 축구 선수권 대회 준우승: 2007

리버풀
- 프리미어 리저브리그: 2008
- 프리미어리그 준우승: 2008-09